# Binaural (Album)
Binaural (dt. etwa: „beidohrig“, siehe auch Binaurale Tonaufnahme) ist das sechste Studioalbum der US-amerikanischen Rockband Pearl Jam. Das Album erschien im Mai 2000 beim Label Epic Records/Sony Music. Das Cover zeigt den Stundenglasnebel.

## Geschichte
Nach dem Album Yield hatte die Band eine kurze Auszeit genommen. Binaural wurde mit Tchad Blake von September 1999 bis Januar 2000 im Studio Litho, Seattle, Washington eingespielt. Dabei hatte Eddie Vedder eine Schreibblockade zu überwinden. Gitarrist Mike McCready musste sich wegen Drogenproblemen einer Rehabilitationsmaßnahme unterziehen. Die Bandmitglieder arbeiteten zunächst einzeln am Songmaterial – erst danach fand ein gemeinsamer Arbeitsprozess statt. Vedder nannte die Arbeit am Album einen "construction job", auf Deutsch sinngemäß "Baustellenmontage".
Am 23. Mai 2000 begann in Lissabon die Binaural Tour zu dem Album. Sie führte zunächst durch Europa, dann durch Nordamerika. Von dieser Tournee veröffentlichte die Band 72 sogenannte „offizielle Bootlegs“. Auch erschien eine DVD mit dem Titel Touring Band 2000.

## Titelliste
1. Breakerfall (Vedder) – 2:19
2. Gods’ Dice (Ament) – 2:26
3. Evacuation (Cameron, Vedder) – 2:56
4. Light Years (Gossard, McCready, Vedder) – 5:06
5. Nothing as It Seems (Ament) – 5:22
6. Thin Air (Gossard) – 3:32
7. Insignificance (Vedder) – 4:28
8. Of the Girl (Gossard) – 5:07
9. Grievance (Vedder) – 3:14
10. Rival (Gossard) – 3:38
11. Sleight of Hand (Ament, Vedder) – 4:47
12. Soon Forget (Vedder) – 1:46
13. Parting Ways (Vedder) – 7:17

## Kommerzieller Erfolg

### Chartplatzierungen
Das Album stieg auf Platz 2 in die Billboard 200 ein und erreichte Platz 4 der deutschen Charts.
| ChartsChartplatzierungen       | Höchstplatzierung | Wochen |
| ------------------------------ | ----------------- | ------ |
| Deutschland (GfK)              | 4 (12 Wo.)        | 12     |
| Österreich (Ö3)                | 8 (12 Wo.)        | 12     |
| Schweiz (IFPI)                 | 8 (11 Wo.)        | 11     |
| Vereinigte Staaten (Billboard) | 2 (17 Wo.)        | 17     |
| Vereinigtes Königreich (OCC)   | 5 (4 Wo.)         | 4      |

| ChartsJahrescharts (2000) | Platzierung |
| ------------------------- | ----------- |
| Deutschland (GfK)         | 99          |

### Auszeichnungen für Musikverkäufe
Binaural war das erste Album von Pearl Jam, das keinen Platinstatus erreichte. Es wurde von der RIAA mit Gold zertifiziert.
| Land/Region                  | Auszeichnungen für Musikverkäufe (Land/Region, Auszeichnung, Verkäufe) | Verkäufe |
| ---------------------------- | ---------------------------------------------------------------------- | -------- |
| Australien (ARIA)            | Platin                                                                 | 70.000   |
| Kanada (MC)                  | Gold                                                                   | 50.000   |
| Mexiko (AMPROFON)            | Gold                                                                   | 75.000   |
| Neuseeland (RMNZ)            | Platin                                                                 | 15.000   |
| Vereinigte Staaten (RIAA)    | Gold                                                                   | 500.000  |
| Vereinigtes Königreich (BPI) | Silber                                                                 | 60.000   |
| Insgesamt                    | 1× Silber · 3× Gold · 2× Platin ·                                      | 770.000  |

Hauptartikel: Pearl Jam/Auszeichnungen für Musikverkäufe